# Список глав государств в 1317 году
Список глав государств в 1316 году — 1317 год — Список глав государств в 1318 году — Список глав государств по годам

## Азия
- Анатолийские бейлики —
  - Айдыногуллары — Айдыноглу Мехмед-бей, бей (1308 — 1334)
  - Артукиды — Салих Шамс ад-дин, эмир Мардина (1312 — 1364)
  - Гермиян — Якуб I, бей (1299 — 1330)
  - Инанчогуллары — Инанк Бей, бей (1305 — 1335)
  - Исфендиярогуллары — 
    - Ибрахим I Гийас ад-дин, бей (1309 — 1346)
    - Али ад-дин, бей (1309 — 1339)

  - Караманиды — Ибрахим I, бейлербей (1312 — 1332,  1340 — 1349)
  - Карасы — Кареси, бей (1307 — 1328)
  - Ментеше — Масуд, бей (1295 — 1319)
  - Османская империя — Осман I, султан (1299 — 1326)
  - Перванэ — Гази Челеби, бей (1298 — 1322)
  - Саруханогуллары — Сару-хан, бей (1300 — 1346)
  - Сахиб-Атаогуллары — Нусреддин Ахмед, бей (ок. 1289 — 1341)
  - Хамидиды — Дундар Фалак ад-дин, бей (1301 — 1324)
  - Эшрефиды — Мубариз аль-Дин Мехмед, бей (1301 — 1320)
- Грузинское царство — 
  - Георгий V Блистательный, царь Восточной Грузии (1299 — 1302, 1314 — 1329)
  - Константин I, царь Западной Грузии (1293 — 1327)
  - Самцхе-Саатабаго — Саргис II, атабег (1306 — 1334)
- Дайвьет — Чан Минь Тонг, император[англ.] (1314 — 1329)
- Индия —
  - Амбер (Джайпур) — 
    - Кантал Део, раджа[кат.] (1276 — 1317)
    - Джанси Рао, раджа[кат.] (1317 — 1366)

  - Ахом — Сукхаангпхаа, махараджа[англ.] (1293 — 1332)
  - Бенгальский султанат — Шамс ад-дин Фируз-шах, султан (1301 — 1322)
  - Бхавнагар — Мохдажи Раножи, раджа (1309 — 1347)
  - Венад[англ.] — Удайя Мартанда Варма, махараджа[англ.] (1313 — 1333)
  - Восточные Ганги[англ.] — Бхану Дева II, царь[англ.] (1306 — 1328)
  - Делийский султанат — Кутб ад-дин Мубарак-шах I, султан (1316 — 1320)
  - Дунгарпур — Бхоо Чанд, раджа (1303 — 1331)
  - Какатия — Пратапарудра II, раджа (1296 — 1323)
  - Камата — Пратапдхвадж, махараджа (1305 — 1325)
  - Качари — Пурандар, царь (ок. 1316 — ок. 1336)
  - Кашмир (Лохара) — Сухадева, царь[англ.] (1301 — 1320)
  - Манипур — Тхангби Лантаба, раджа[англ.] (1302 — 1324)
  - Марвар (Джодхпур) — Канха Пал, раджа (1313 — 1323)
  - Пандья — 
    - Сундара Пандяьн IV, раджа (1310 — 1327)
    - Вира Пандяьн IV, раджа (1310 — 1345)

  - Сирохи — Лумбха, раджа (1311 — 1321)
  - Хойсала — Вира Баллаладэва III, махараджадхираджа (1291 — 1343)
  - Ядавы (Сеунадеша) — 
    - Харапаладева, махараджа (1313 — ок. 1317)
    - в 1317 году государство Ядавов завоевано Делийским султанатом
- Индонезия —
  - Дармашрайя[англ.] — Трибхуванараджа Маули Вармадева, султан (1286 — 1347)
  - Маджапахит — Джаянегара, раджа (1309 — 1328)
  - Пасай — Аль-Малик ат-Тахир I (Мухаммад I), султан (1297 — 1326)
  - Сунда — Лингга Девата, махараджа (1311 — 1333)
  - Тернате — 
    - Нгара Маламо (Комала), султан (1304 — 1317)
    - Матсаранга Маламо (Аитси), султан (1317 — 1322)
- Иран —
  -  Баванди — Кей Хосров, испахбад (1310 — 1328)
  -  Музаффариды — Мубариз ад-Дин Мухаммад, атабек (1314 — 1358)
  -  Хазараспиды — Нусрат аль-Дин Ахмад, атабек (1296 — 1330)
- Йемен —
  -  Расулиды — Аль-Муайяд Дауд, эмир (1296 — 1322)
- Картиды — Гийас уд-Дин, малик (1308 — 1329)
- Кедах — Махмуд Шах I, султан[англ.] (1280 — 1321)
- Киликийское царство — Ошин, царь (1307 — 1320)
- Кипрское королевство — Генрих II, король (1285 — 1306, 1310 — 1324)
- Кхмерская империя (Камбуджадеша) — Индраджаяварман, император (1308 — 1327)
- Корея (Корё)  — Чхунсук, ван (1313 — 1330, 1332 — 1339)
- Лемро — Мин Хти, царь[англ.] (1279 — 1373)
- Мальдивы — Омар I, султан (1307 — 1341)
- Михрабаниды[англ.] — Назир аль-Дин Мухаммад, малик[англ.] (1261 — 1318)
- Монгольская империя — 
  - Золотая Орда (Улус Джучи) — Узбек-хан, хан (1313 — 1341)
  - Китай (Империя Юань) — Аюрбарибада, император (1311 — 1320)
  - Хулагуиды — Абу Саид Бахадур-хан, ильхан (1316 — 1335)
  - Чагатайский улус — Эсен-Бука, хан (1310 — 1318)
- Мьянма — 
  - Мяньчжун — Сохни, царь (1298 — 1325)
  - Пинья — Тхихатху, царь[англ.] (1313 — 1325)
  - Сикайн — Со Юн, царь[англ.] (1315 — 1327)
  - Хантавади — Со О, царь[англ.] (1311 — 1323)
- Рюкю — 
  - Нандзан — Офусато, ван (1314 — 1398)
  - Тюдзан — Тамагусуку, ван (1314 — 1337)
  - Хокудзан — Хандзи, ван (1314 — 1395)
- Сингапура[англ.] — Санг Нила Утама (Три Буана), раджа[англ.] (1299 — 1347)
- Таиланд — 
  - Ланнатай — Чайясонгхрам, король[англ.] (1311 — 1325)
  - Сукхотаи (Сиам) — Лертхай, король (1298 — 1323)
- Трапезундская империя — Алексей II, император (1297 — 1330)
- Тямпа — Ше Нань, царь (1312 — 1318)
- Ширван — 
  - Кей Кабус, ширваншах (1294 — 1317)
  - Кей Кубад, ширваншах (1317 — 1348)
- Шри Ланка — 
  - Дамбадения[англ.] — Бхуванаикабаху II, царь (1310 — 1325/1326)
  - Джафна — Вародайя, царь[англ.] (1302 — 1325)
- Япония — 
  - Ханадзоно, император (1308 — 1318)
  - Морикуни-синно, сёгун (1308 — 1333)

## Америка
- Куско — Майта Капак, сапа инка (1290 — 1320)

## Африка
- Абдальвадиды (Зайяниды) — Абу Хамму I, султан (1308 — 1318)
- Бенинское царство — Удагбедо, оба[англ.] (1292 — 1329)
- Вогодого — Убри, нааба (ок. 1313 — ок. 1320)
- Египет (Мамлюкский султанат) — Мухаммад I ан-Насир, султан (1293 — 1294, 1299 — 1309, 1310 — 1341)
- Йифат — Базиви (Язиви), халиф (ок. 1304 — ок. 1321)
- Канем — Ибрагим I Дирко Келем, маи (1307 — 1326)
- Кано[англ.] — Цамийя, король[англ.] (1307 — 1343)
- Килва — Абу аль-Мавахиб аль-Хасан ибн Сулейман, султан (1310 — 1333)
- Макурия — Сайф ал-Дин Абдулла Баршамбу, царь (1312 — 1323)
- Мали — Муса I, манса (1312 — 1337)
- Мариниды — Абу Саид Усман II, султан (1310 — 1331)
- Нри[англ.] — Джиофо I, эзе[англ.] (1300 — 1390)
- Хафсиды — 
  - Абу Яхья Закария аль-Лихьяни, халиф (1311 — 1317)
  - Мухаммад III, халиф (1317 — 1318)
- Эфиопия — Амдэ-Цыйон I, император (1314 — 1344)

## Европа
- Англия — Эдуард II, король (1307 — 1327)
- Афинское герцогство — 
  - Манфред, герцог (1312 — 1317)
  - Гильом II, герцог (1317 — 1338)
- Ахейское княжество — Матильда де Эно, княгиня (1313 — 1318)
- Болгарское царство — Феодор Святослав Тертер, царь (1300 — 1322)
- Валахия — Басараб I Основатель, господарь (ок. 1310 — 1352)
- Венгрия — Карл Роберт, король (1308 — 1342)
  - Босния — Младен II Шубич, бан (1304 — 1322)
- Византийская империя — Андроник II Палеолог, император (1282 — 1328)
- Дания — Эрик VI Менвед, король (1286 — 1319)
- Ирландия —
  - Десмонд — Диармайт Ог Маккарти, король (1310 — 1326)
  - Коннахт — 
    - Руаидри на Феадх О Конхобар, король (1316 — 1317)
    - Тойрделбах О Конхобар, король (1317 — 1318, 1324 — 1342)

  - Тир Эогайн — Домналл мак Бриан О’Нейлл, король (1283 — 1286, 1290 — 1291, 1295 — 1325)
  - Томонд — 
    - Доннхад мак Домнайлл O’Брайен, король (1313 — 1317)
    - Муйрхертах O’Брайен, король (1317 — 1343)
- Испания —
  - Ампурьяс — Понс VI, граф (1313 — 1322)
  - Арагон — Хайме II Справедливый, король (1291 — 1327)
  - Гранадский эмират — Исмаил I ибн Фарадж, эмир (1314 — 1325)
  - Кастилия и Леон — Альфонсо XI Справедливый, король (1312 — 1350)
  - Мальорка —  Санчо I Тихий, король (1311 — 1324)
  - Наварра — Филипп II Длинный, король (1316 — 1322)
  - Пальярс Верхний — Сибилла, графиня (ок. 1295 — 1330)
  - Прованс — Роберт Мудрый, граф (1309 — 1343)
  - Урхель — Тереза д'Энтенса, графиня (1314 — 1327)
- Италия —
  - Венецианская республика — Джованни Соранцо, дож (1312 — 1328)
  - Мантуя — Ринальдо Бонакольси, народный капитан и сеньор (1309 — 1328)
  - Милан — Маттео I Висконти, синьор (1287 — 1322)
  - Монферрат — Теодоро I Палеолог, маркграф (1306 — 1338)
  - Салуццо — Манфредо IV, маркграф (1296 — 1330)
  - Неаполитанское королевство — Роберт Мудрый, король (1309 — 1343)
  - Сицилийское королевство — Федериго II, король (1296 — 1337)
  - Феррара и Модена — 
    - Альдобрандино II д’Эсте, маркиз Модены и Феррары (1317 — 1326)
    - Обиццо III д’Эсте, маркиз Феррары (1317 — 1352)
    - Ринальдо д’Эсте, маркиз Феррары (1317 — 1335)
    - Николо I д’Эсте, маркиз Феррары (1317 — 1344)
    - Бертольдо I д’Эсте, маркиз Феррары (1317 — 1343)
    - Аццо IX д’Эсте, маркиз Феррары (1317 — 1318)
- Литовское княжество — Гедимин, великий князь (1316 — 1341)
- Наксосское герцогство — Гульельмо I Санудо, герцог (1303 — 1323)
- Норвегия — Хакон V Святой, король (1299 — 1319)
- Островов королевство — Ангус Ог, король Островов и Кинтайра (1299 — 1318)
- Папская область — Иоанн XXII, папа римский (1316 — 1334)
- Польша — 
  - Краковское княжество — Владислав I Локетек, князь (1306 — 1320)
  - Великопольское княжество — Владислав I Локетек, князь (1314 — 1320)
  - Гневкоское княжество — Казимир III Гневковский, князь (1314 — 1332, 1343 — 1347/1350)
  - Добжинское княжество — 
    - Владислав Горбатый, князь[пол.] (1312 — 1327, 1343 — 1351/1352)
    - Болеслав Добжинский, князь[пол.] (1312 — 1328)

  - Иновроцлавское княжество — 
    - Лешек Иновроцлавский, князь (1287 — ок. 1320)
    - Пшемысл Иновроцлавский, князь (1287 — 1327)

  - Куявское княжество — Владислав I Локетек, князь (1267 — 1300, 1306 — 1320)
  - Мазовецкое княжество — 
    - Варшавское княжество — Тройден І, князь[англ.] (1313 — 1341)
    - Плоцкое княжество — Вацлав Плоцкий, князь[пол.] (1313 — 1336)
    - Равское княжество — Земовит II, князь[пол.] (1313 — 1345)
    - Черское княжество — Тройден І, князь[англ.] (1310 — 1341)

  - Сандомирское княжество — Владислав I Локетек, князь (1289 — 1292, 1304 — 1320)
  - Серадзское и Ленчицкое княжество — Владислав I Локетек, князь (1306 — 1327)
  - Силезское княжество —
    - Бжегское княжество — Болеслав III Расточитель, князь (1311 — 1352)
    - Бытомское княжество — 
      - Ежи Бытомский, князь (1316 — ок. 1327)
      - Владислав Бытомский, князь (1316 — 1352)

    - Вроцлавское княжество — Владислав Легницкий, князь (1311 — 1335)
    - Глогувское княжество — Матильда Брауншвейг-Люнебургская, княгиня (1309 — 1318)
    - Легницкое княжество — Болеслав III Расточитель, князь (1312 — 1342)
    - Намыслувское княжество — Конрад I Олесницкий, князь (1312 — 1323)
    - Немодлинское княжество — Болеслав Немодлинский, князь (1313 — 1362/1365)
    - Олесницкое княжество — Болеслав Олесницкий, князь (1312 — 1321)
    - Опольское княжество — 
      - Болеслав II Опольский, князь (1313 — 1356)
      - Альбрехт Стрелецкий, князь (1313 — 1323)

    - Освенцимское княжество —  Владислав I Освенцимский, князь (1315 — 1321/1324)
    - Ратиборское княжество — Лешек Рацибужский, князь (1306 — 1336)
    - Саганское (Жаганьское) княжество — 
      - Генрих IV Верный, князь (1309 — 1342)
      - Пшемысл Глоговский, князь (1309 — 1321)
      - Ян Сцинавский, князь (1309 — 1317)

    - Свидницко-Зембицкое княжество — 
      - Бернард Свидницкий, князь (1312 — 1322)
      - Болеслав II Зембицкий, князь (1312 — 1322)

    - Сцинавское княжество — Ян Сцинавский, князь[пол.] (1317 — 1365)
    - Тешинское (Цешинское) княжество — Казимир I Цешинский, князь (1315 — 1358)
    - Яворское княжество — Генрих I Яворский, князь (1312 — 1346)
- Португалия — Диниш I, король (1279 — 1325)
- Русские княжества — 
  -  Владимиро-Суздальское княжество — Михаил Ярославич, великий князь Владимирский (1305 — 1318)
    -  Белозерское княжество — Роман Михайлович, князь (1314 — ок. 1339)
    -  Галич-Мерское княжество — Фёдор Давыдович, князь (1310 — ок. 1335)
    -  Дмитровское княжество — Борис Давыдович, князь (1310 — 1334)
    -  Московское княжество — Юрий Данилович, князь (1303 — 1325)
    -  Ростовское княжество — Юрий Александрович Углицкий, князь (1316 — 1320)
    -  Стародубское княжество — Федор Иванович, князь (1315 — 1330)
    -  Суздальское княжество — Александр Васильевич, князь (1309 — 1331)
    -  Тверское княжество — Михаил Ярославич, князь (ок. 1282 — 1318)
    -  Углицкое княжество — Юрий Александрович, князь (1302 — 1320)
    -  Ярославское княжество — 
      - Константин Фёдорович Улемец, князь (1299 — ок. 1321)
      - Давид Фёдорович, князь (1299 — 1321)

  -  Брянское (Черниговское) княжество — Дмитрий Романович, князь (1314 — 1333, 1340 — ок. 1352)
  -  Витебское княжество — Ярослав Васильевич, князь (1297 — 1320)
  -  Галицко-Волынское княжество — 
    - Лев Юрьевич, князь (в Галиче) (1308 — 1323)
    - Андрей Юрьевич, князь (во Владимире-Волынском) (1308 — 1323)
    -  Луцкое княжество — Андрей Юрьевич, князь (1308 — 1323)

  -  Киевское княжество — Станислав, князь (1301 — ок. 1320)
  -  Новгородское княжество — без князя (1317)
  -  Рязанское княжество — Иван Ярославич, князь (1308 — 1327)
  -  Смоленское княжество — Иван Александрович, князь (1313 — 1359)
- Священная Римская империя — 
  - Людвиг IV Баварский, король Германии (1314 — 1328)
  - Фридрих III Австрийский, король Германии (1314 — 1330)
  - Австрия — 
    - Фридрих I Красивый, герцог (1308 — 1330)
    - Леопольд I, герцог (1308 — 1326)

  - Ангальт — 
    - Ангальт-Бернбург — Бернхард II, князь (1287 — 1323)
    - Ангальт-Цербст — 
      - Альбрехт II, князькнязь (1316 — 1362)
      - Вальдемар I, князькнязь (1316 — 1368)

  - Бавария — 
    - Верхняя Бавария — 
      - Рудольф I, герцог (1294 — 1317)
      - Людвиг IV, герцог (1294 — 1347)

    - Нижняя Бавария — 
      - Генрих XIV, герцог (1310 — 1339)
      - Оттон IV, герцог (1310 — 1334)
      - Генрих XV, герцог (1312 — 1333)

  - Баден — 
    - Рудольф III, маркграф (1288 — 1332)
    - Рудольф Гессо, маркграф (1297 — 1335)
    - Баден-Пфорцхайм — Рудольф IV, маркграф (1291 — 1348)
    - Баден-Хахберг — Генрих III, маркграф (1290 — 1330)
    - Баден-Эберштейн — Фридрих II, маркграф (1291 — 1333)

  - Бар — Эдуард I, граф (1302 — 1336)
  - Берг — Адольф VIII, граф (1308 — 1348)
  - Брабант и Лимбург — Жан III, герцог (1312 — 1355)
  - Бранденбург — 
    - Бранденбург-Зальцведель — 
      - Иоганн V, маркграф (1308 — 1317)
      - Вальдемар, маркграф (1317 — 1319)

    - Бранденбург-Штендаль — Вальдемар, маркграф (1304 — 1319)

  - Брауншвейг — 
    - Брауншвейг-Вольфенбюттель — Альбрехт II Толстый, герцог (1279 — 1291, 1292 — 1318)
    - Брауншвейг-Грубенхаген — Генрих I, герцог (1291 — 1322)
    - Брауншвейг-Люнебург — Оттон II Сильный, герцог (1277 — 1330)

  - Вальдек — Генрих IV, граф (1305 — 1344)
  - Веймар-Орламюнде[нем.] — 
    - Веймар[нем.] — 
      - Герман V, граф (1285 — 1319)
      - Оттон IV, граф (1285 — 1318)

    - Орламюнде[нем.] — Генрих III, граф (1283 — 1344)

  - Вестфалия — Генрих II фон Вирнебург, герцог (курфюрст Кельнский) (1304 — 1322)
  - Вюртемберг — Эберхард I Светлый, граф (1279 — 1325)
  - Гелдерн — Рейнальд I, граф (1271 — 1318)
  - Гессен — Оттон I, ландграф (1308 — 1328)
  - Голландия — Вильгельм III, граф (1304 — 1337)
  - Гольштейн — 
    - Гольштейн-Киль[англ.] — Иоанн III Мирный, граф (1316 — 1359)
    - Гольштейн-Пиннеберг — Адольф VII, граф (1315 — 1354)
    - Гольштейн-Плён[англ.] — Герхард IV, граф (1312 — 1323)
    - Гольштейн-Рендсбург[англ.] — Герхард III, граф (1304 — 1340)

  - Каринтия — Генрих VI Хорутанский, герцог (1310 — 1335)
  - Клеве — Дитрих VIII, граф (1310 — 1347)
  - Лотарингия — Ферри IV, герцог (1312 — 1329)
  - Лужицкая (Саксонская Восточная) марка — Вальдемар Бранденбургский, маркграф (1308 — 1319)
  - Люксембург — Иоганн (Ян) Слепой, граф (1313 — 1346)
  - Марк — Энгельберт II, граф (1308 — 1328)
  - Мейсенская марка — Фридрих I Укушенный, маркграф (1291 — 1323)
  - Мекленбург — Генрих II Лев, князь (1302 — 1329)
    - Мекленбург-Верле — 
      - Иоанн II, князь (1316 — 1337)
      - Иоганн III, князь (1316 — 1350)

    - Мекленбург-Росток — Генрих II Лев, князь (1312 — 1313, 1314 — 1323)

  - Монбельяр — Рено Бургундский, граф (1283 — 1322)
  - Намюр — Жан I, маркграф (1298 — 1330)
  - Нассау — 
    - Нассау-Вейльбург — 
      - Герлах I, граф (1298 — 1344)
      - Вальрам III, граф (1298 — 1324)

    -  Нассау-Дилленбург[англ.] —  Иоганн, граф (1303 — 1328)
    -  Нассау-Зиген — Генрих II, граф (1303 — 1328)
    -  Нассау-Хадамар[нем.] —  Эмих I, граф (1303 — 1334)

  - Ольденбург — 
    - Христиан IV, граф (1315 — 1324)
    - Иоганн III, граф (1315 — 1342)

  - Померания — 
    - Померания-Вольгаст — Вартислав IV, герцог (1309 — 1326)
    - Померания-Щецин — Оттон I, герцог (1295 — 1344)

  - Рейнский Пфальц — 
    - Рудольф I, пфальцграф (1294 — 1317)
    - Адольф, пфальцграф (1317 — 1327)

  - Саарбрюккен — Иоганн I, граф (1308 — 1342)
  - Савойя — Амадей V, граф (1285 — 1323)
  - Саксония — 
    - Саксен-Виттенберг — Рудольф I, герцог (1298 — 1356)
    - Саксен-Бергедорф-Мёльн — Иоганн II, герцог (1303 — 1322)
    - Саксен-Ратцебург-Лауэнбург — Эрик I, герцог (1308 — 1338)

  - Тироль — Генрих II Хорутанский, граф (1310 — 1335)
  - Трирское курфюршество — Бодуэн Люксембургский, курфюрст (1307 — 1354)
  - Тюрингия — Фридрих I Укушенный, ландграф (1298 — 1323)
  - Хахберг-Заузенберг — Генрих, маркграф (1312 — 1318)
  - Чехия — Ян I Слепой, король (1310 — 1346)
  - Шверин — 
    - Шверин-Виттенбург — Николай I, граф (1274 — 1323)
    - Шверин-Шверин — Генрих III, граф (1307 — 1344)

  - Шлезвиг — Эрик II, герцог[англ.] (1312 — 1325)
  - Эно (Геннегау) — Вильгельм I, граф (1304 — 1337)
  - Юлих — Герхард V, граф (1297 — 1328)
- Сербия — Стефан Урош II Милутин, король (1282 — 1321)
- Тевтонский орден — Карл фон Трир, великий магистр (1311 — 1324)
  - Ливонский орден — Герхард фон Йорк, ландмейстер (1309 — 1322)
- Франция — Филипп V Длинный, король (1316 — 1322)
  - Арманьяк — Бернар VI, граф (1285 — 1319)
  - Артуа — Матильда (Маго), графиня (1302 — 1329)
  - Блуа — Ги I де Шатильон, граф (1307 — 1342)
  - Бретань — Жан III Добрый, герцог (1312 — 1341)
  - Бургундия (герцогство) — Эд IV, герцог (1315 — 1350)
  - Бургундия (графство) — Жанна II, графиня (1315 — 1330)
  - Невер — Людовик I, граф (1280 — 1322)
  - Овернь и Булонь — Роберт VII, граф (1314 — 1325)
  - Фландрия — Роберт III, граф (1305 — 1322)
  - Фуа — Гастон II, граф (1315 — 1343)
- Швеция — Биргер Магнуссон, король (1290 — 1318)
- Шотландия — Роберт I Брюс, король (1306 — 1329)
- Эпирское царство — Фома I Комнин Дука, царь (1297 — 1318)

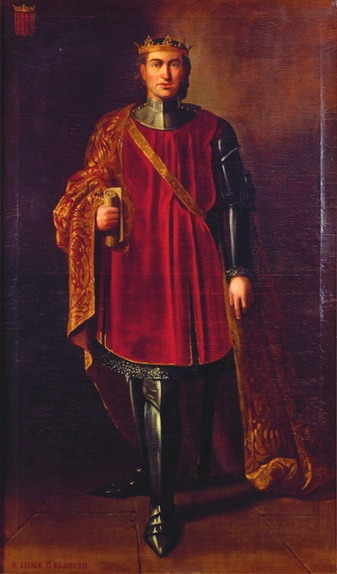
Хайме II 1291-1327 Король Арагона
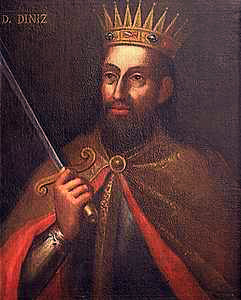
Диниш I 1279-1325 Король Португалии
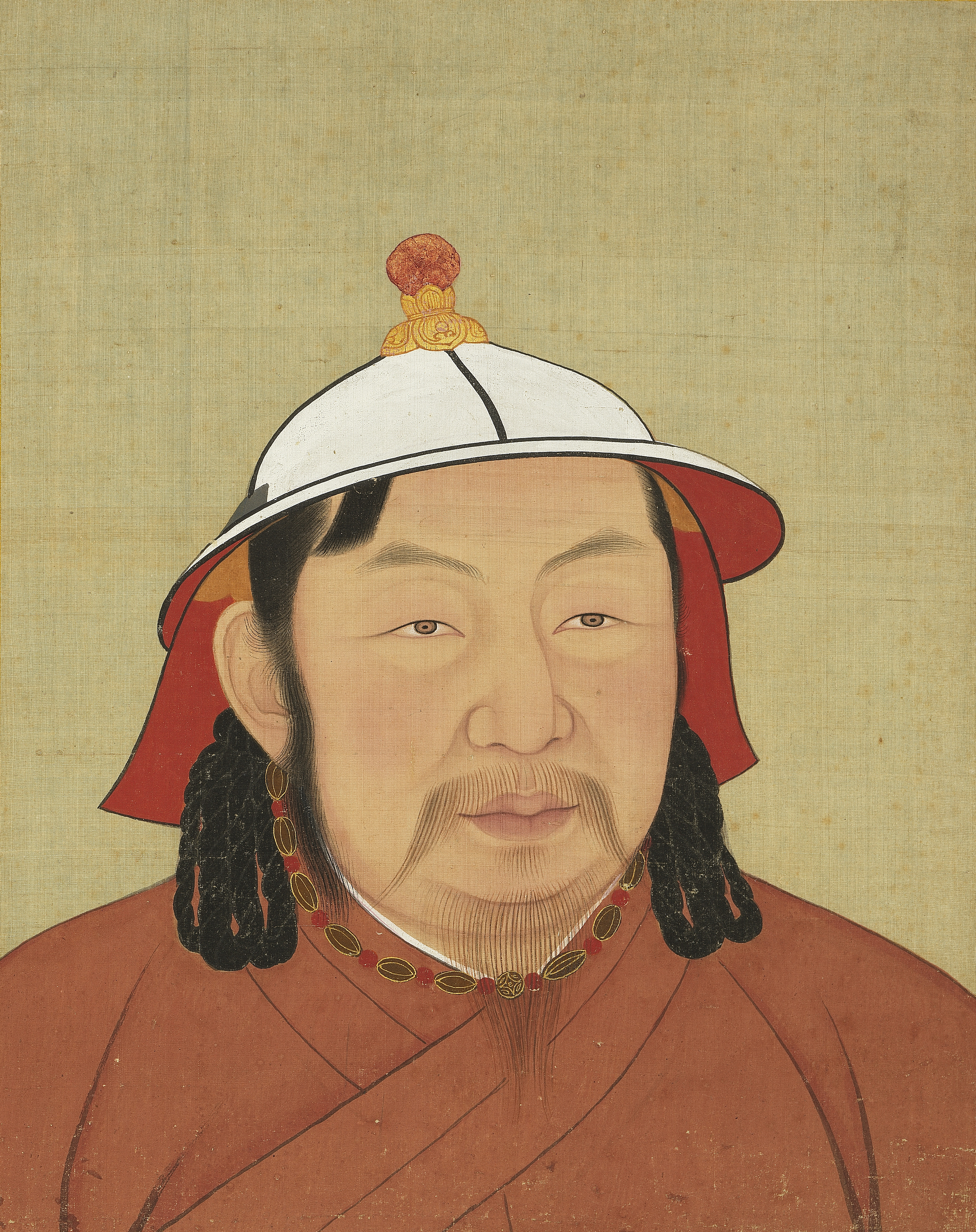
Аюрбарибада 1311-1320 Император Юань
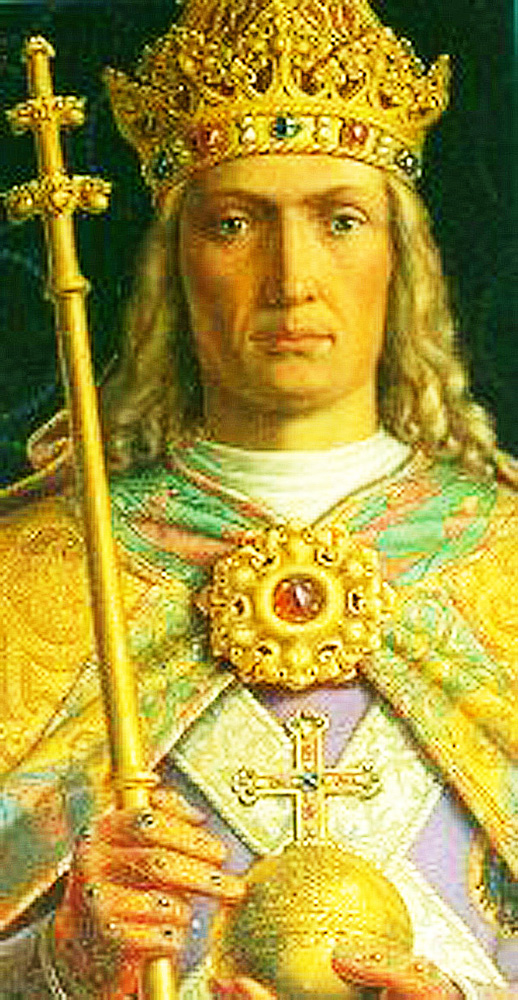
Людвиг IV Баварский 1314-1328 Король Германии
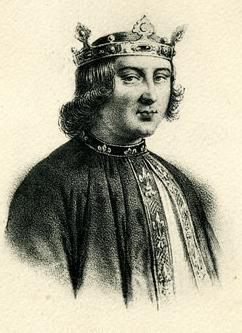
Филипп V Длинный 1316-1322 Король Франции и Наварры
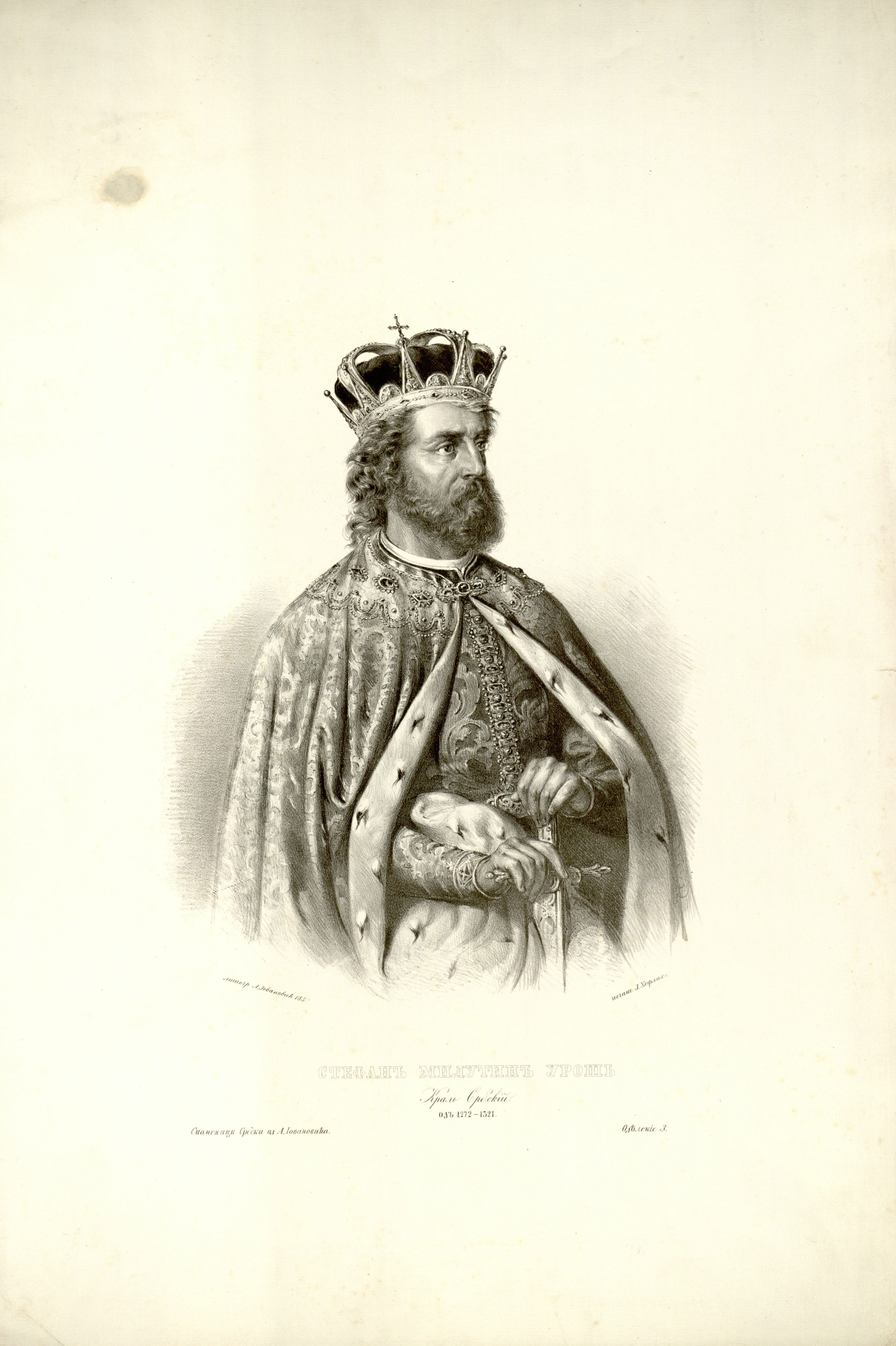
Стефан Урош II Милутин 1282-1321 Король Сербии
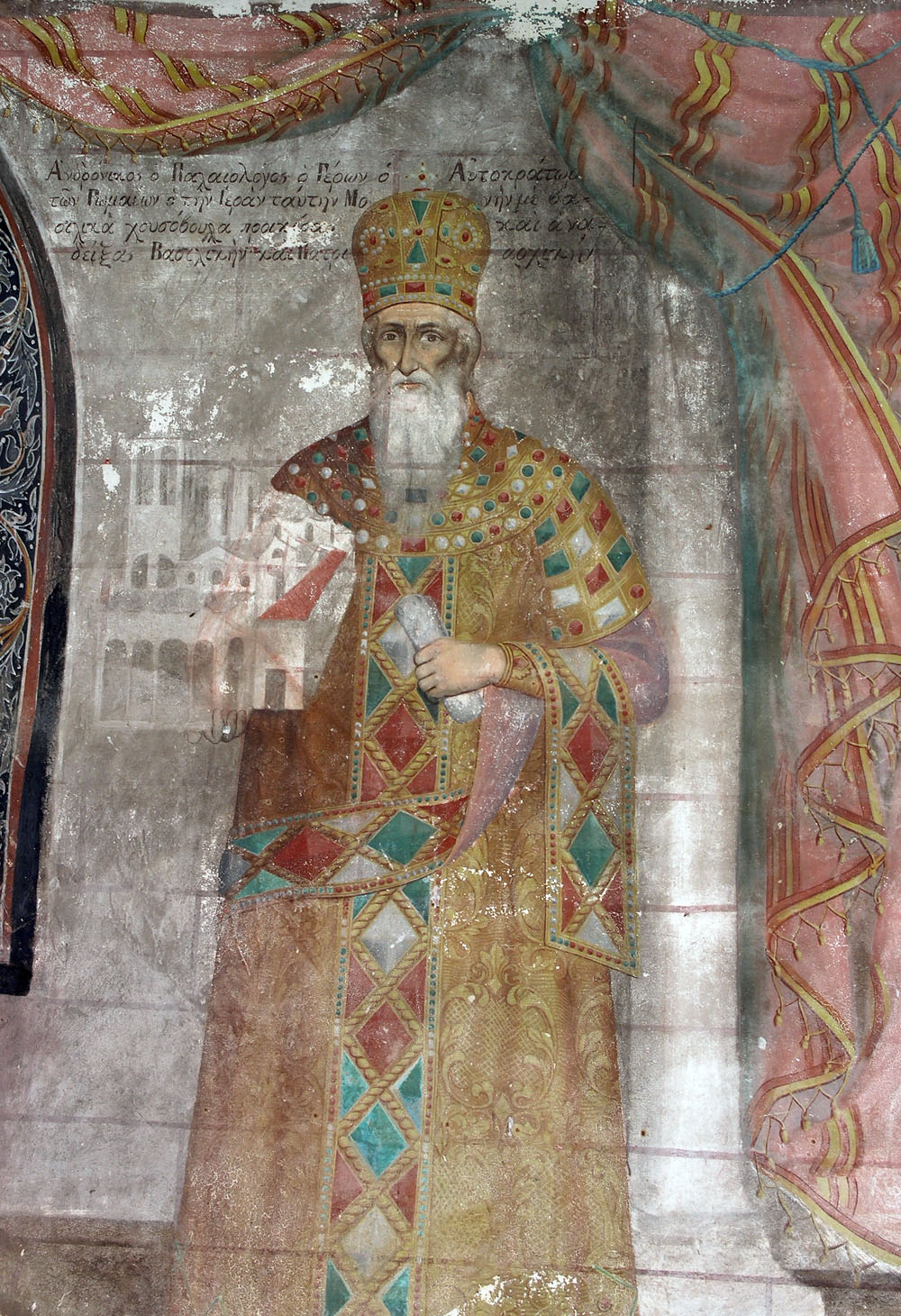
Андроник II 1282-1328 Император Византии
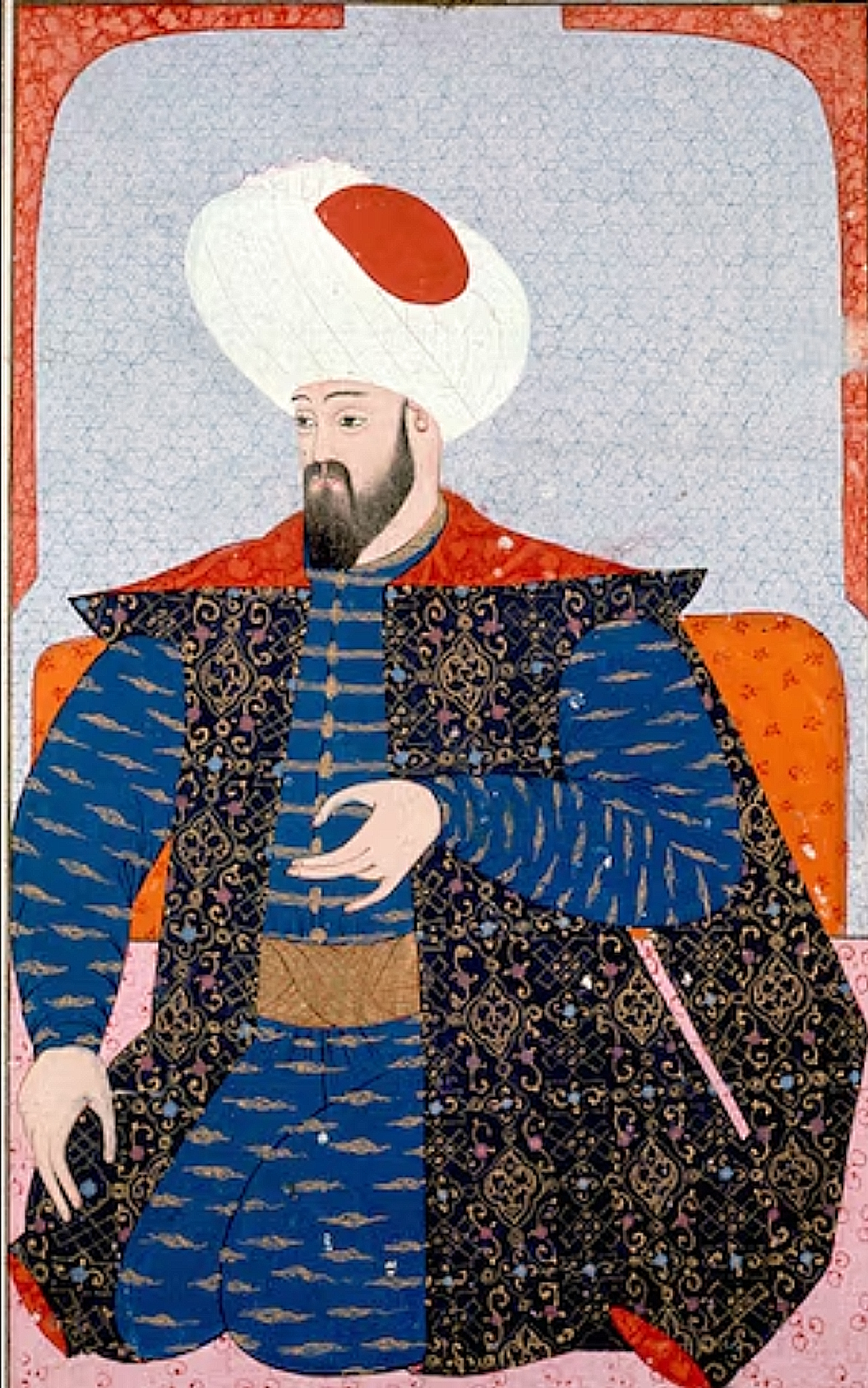
Осман I 1299-1326 Султан османов
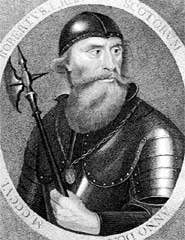
Роберт I Брюс 1306-1329 Король Шотландии
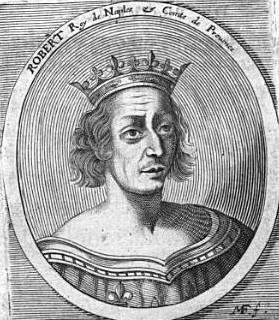
Роберт Мудрый 1309-1343 Король Неаполя
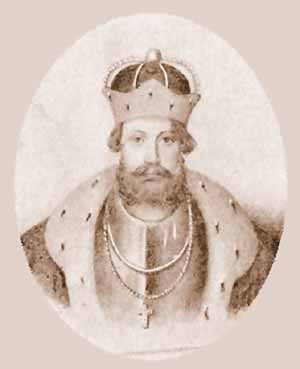
Михаил Ярославич 1305-1318 Великий князь Владимирский
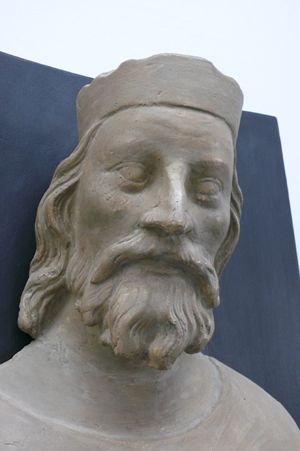
Ян I Слепой 1310-1346 Король Чехии
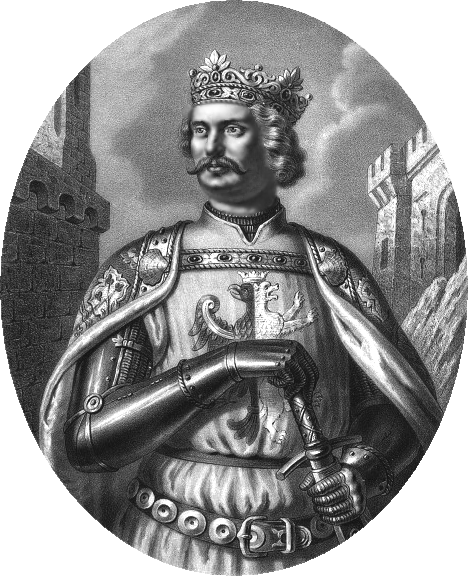
Владислав I Локотек 1306-1320 Князь Краковский
Гедимин 1316-1341 Великий князь Литовский
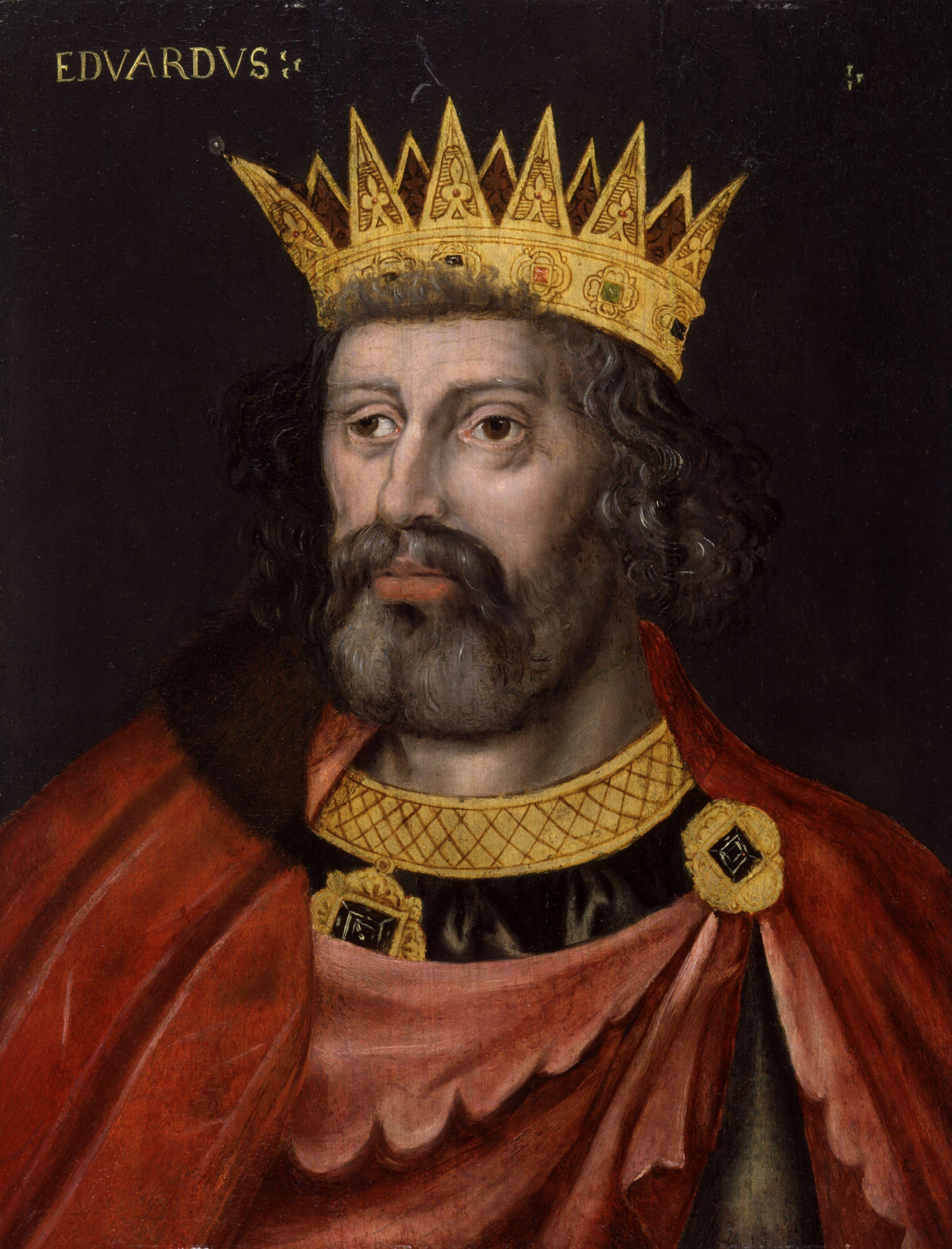
Эдуард II 1307-1327 Король Англии
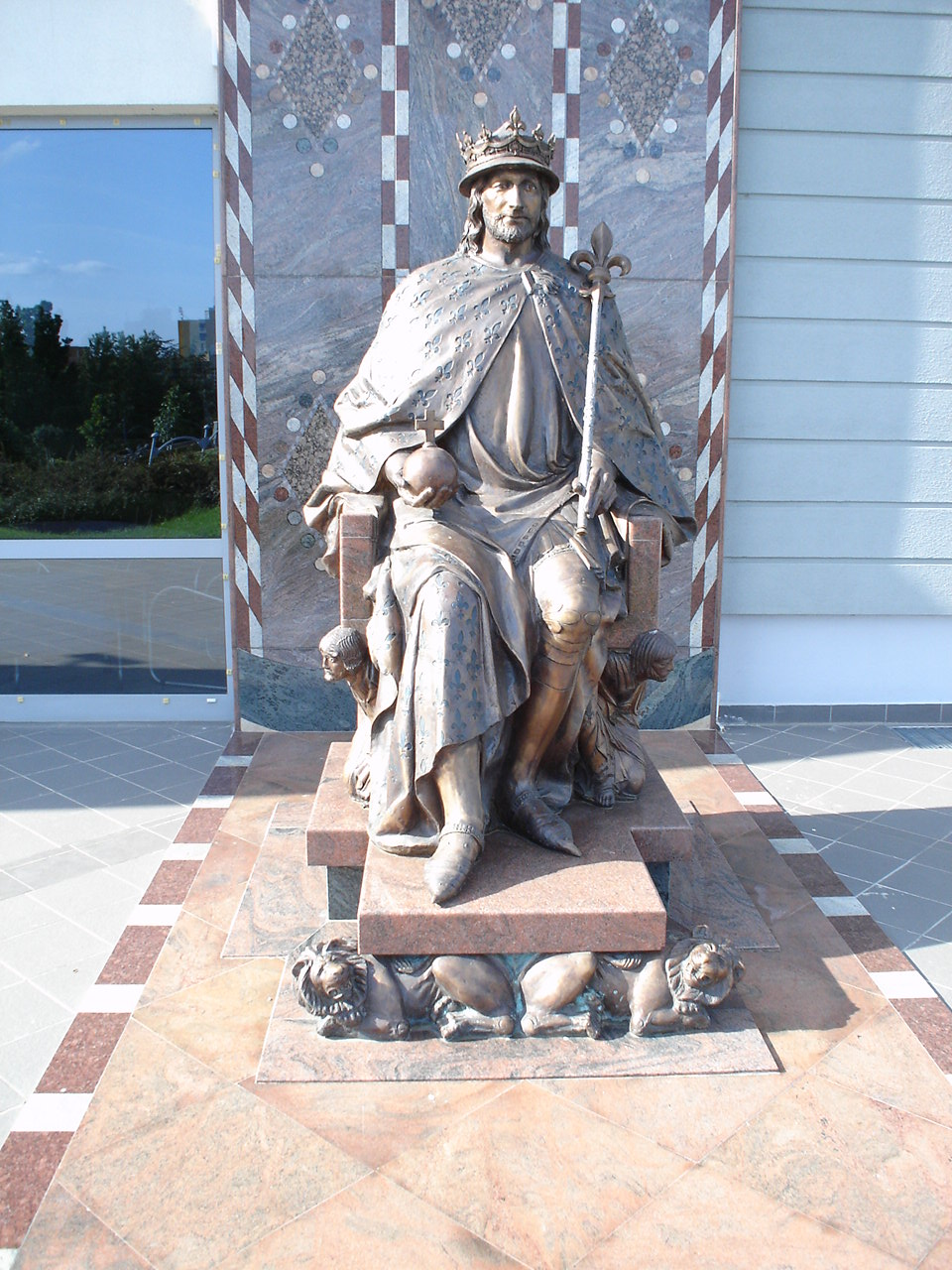
Карл Роберт 1308-1342 Король Венгрии
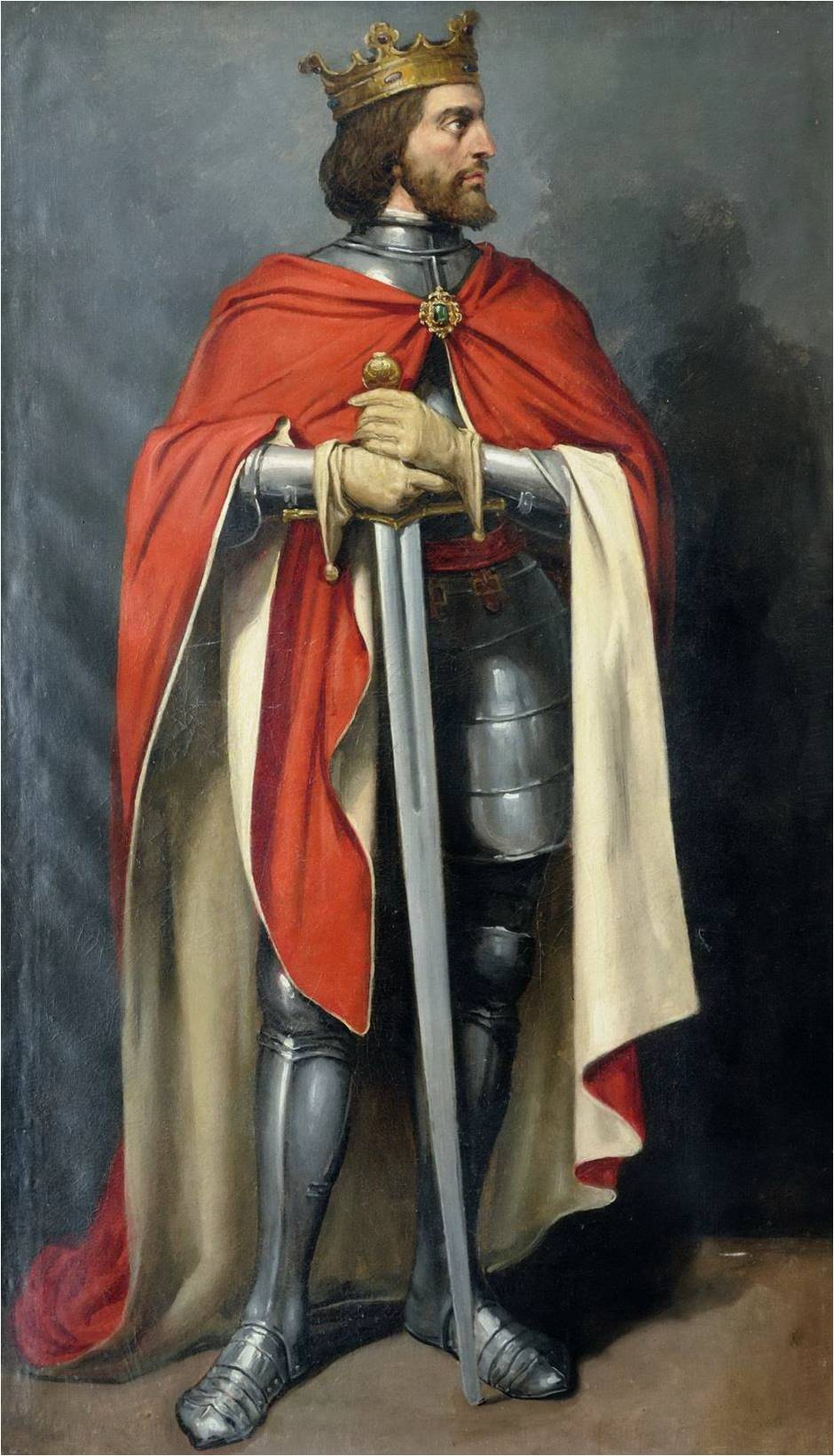
Альфонсо XI 1312-1350 Король Кастилии и Леона
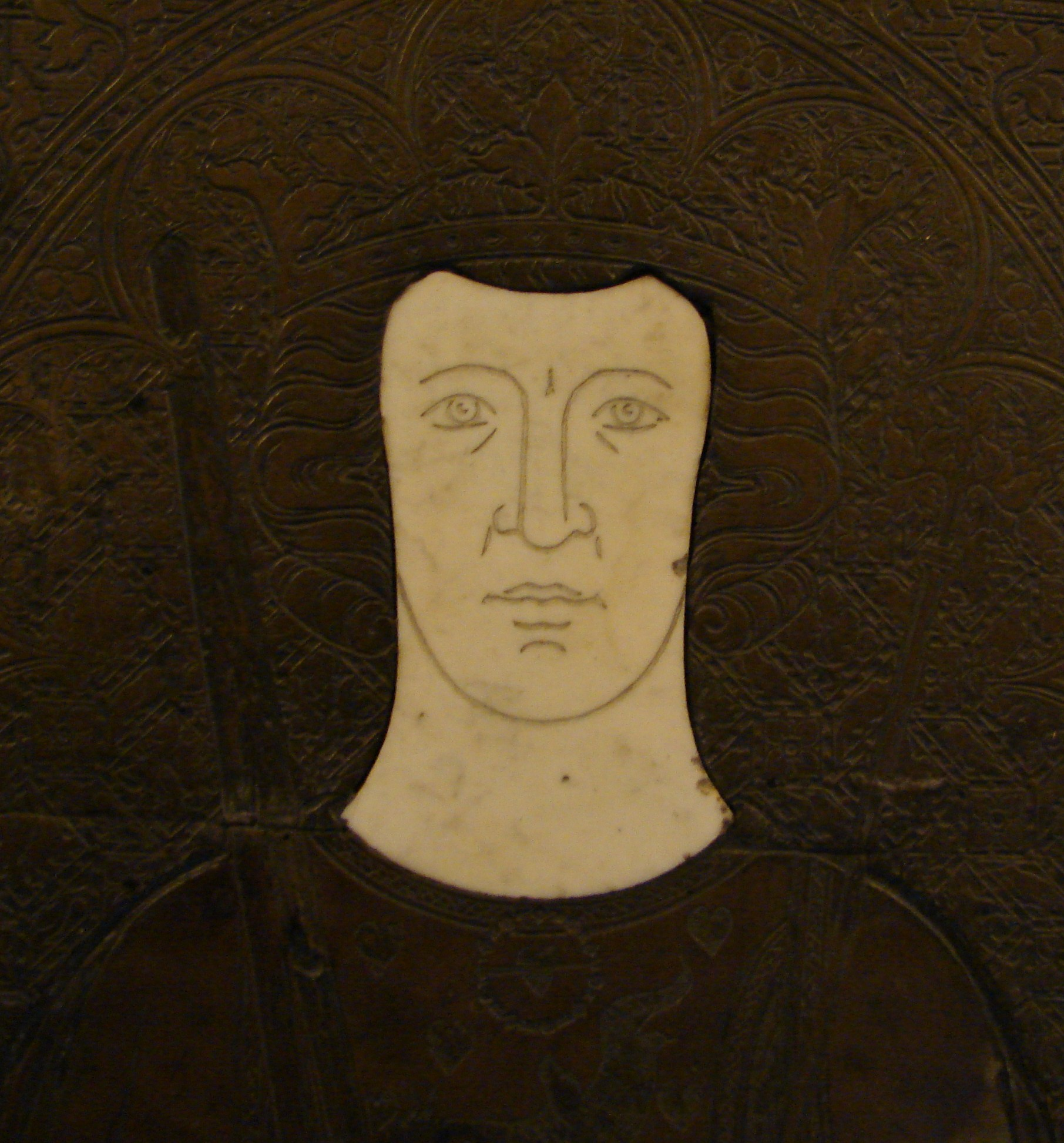
Эрик VI 1286-1319 Король Дании
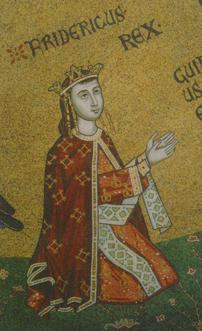
Федериго II 1296-1337 Король Сицилии
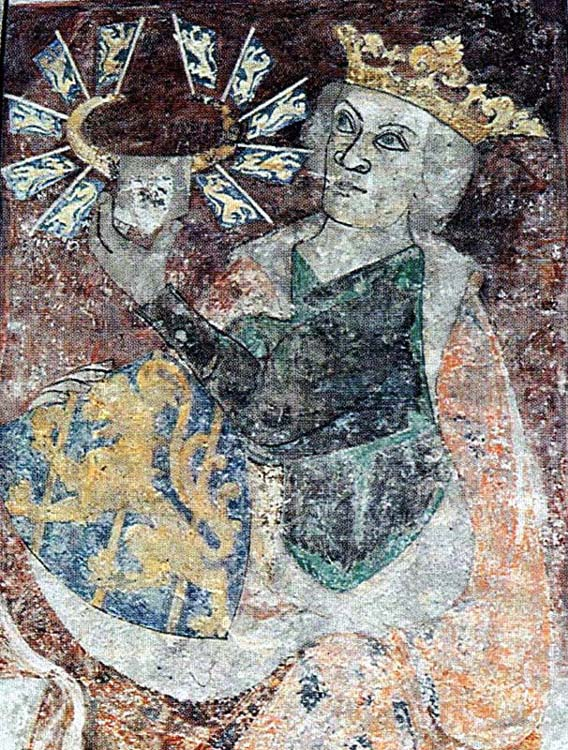
Биргер Магнуссон 1290-1318 Король Швеции
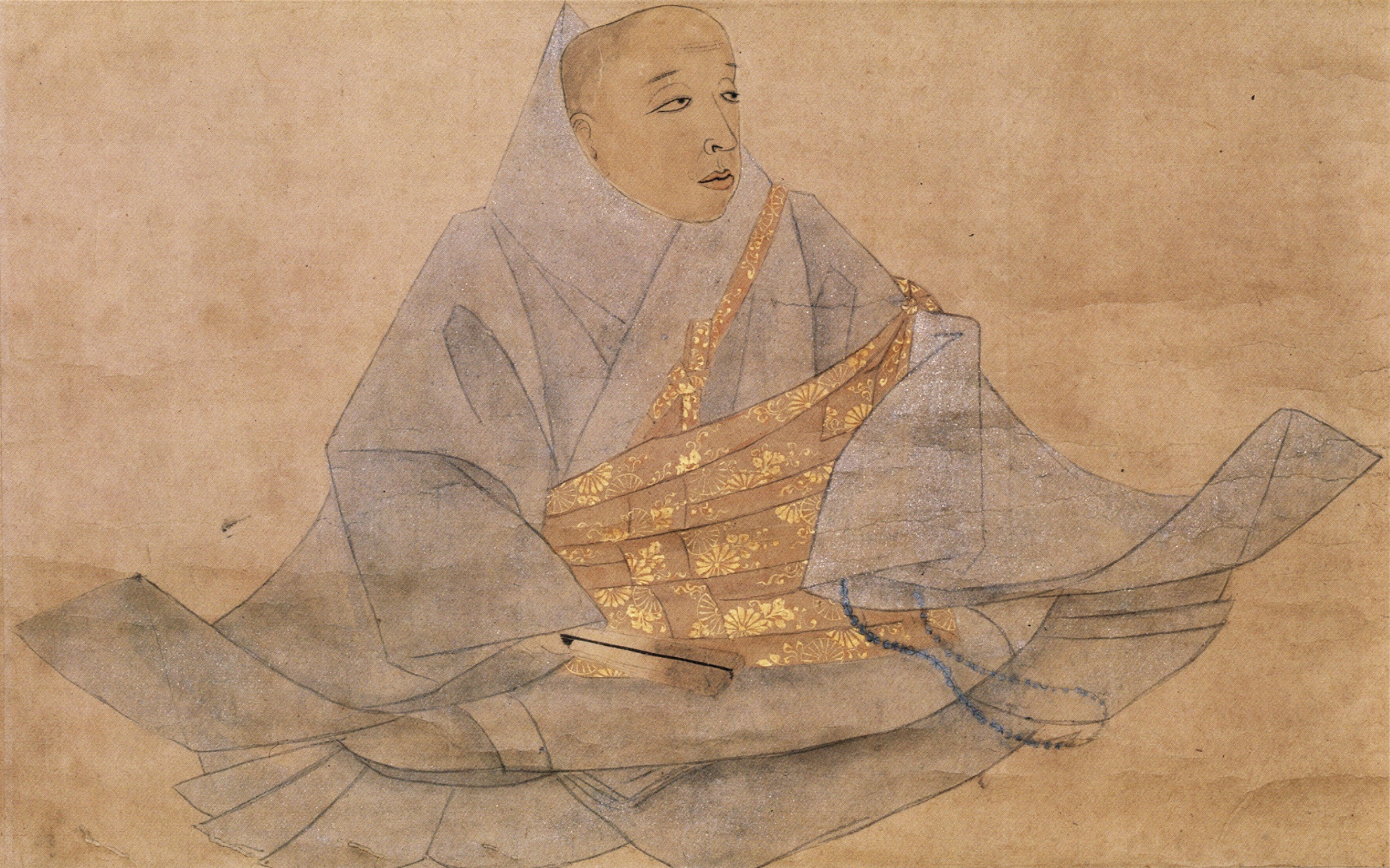
Ханадзоно 1308-1318 Император Японии
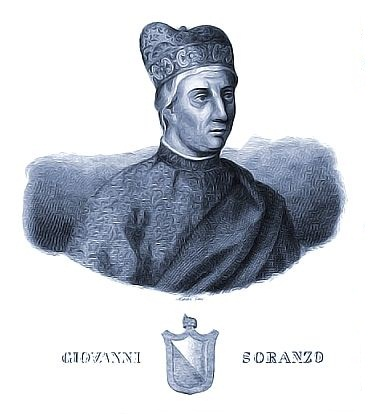
Джованни Соранцо 1312-1328 Дож Венеции
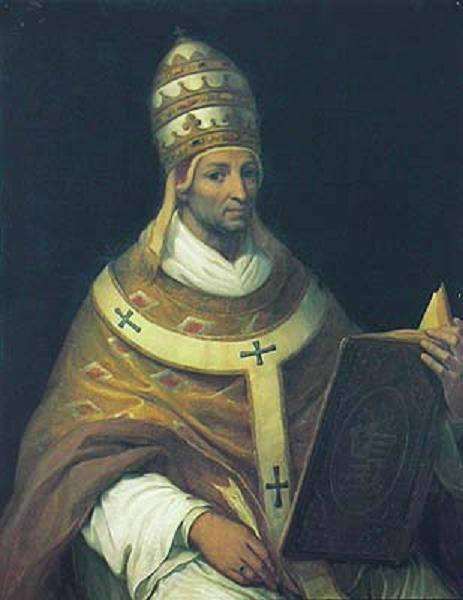
Иоанн XXII 1316-1334 Папа Римский